# ファイル検索および編集システム

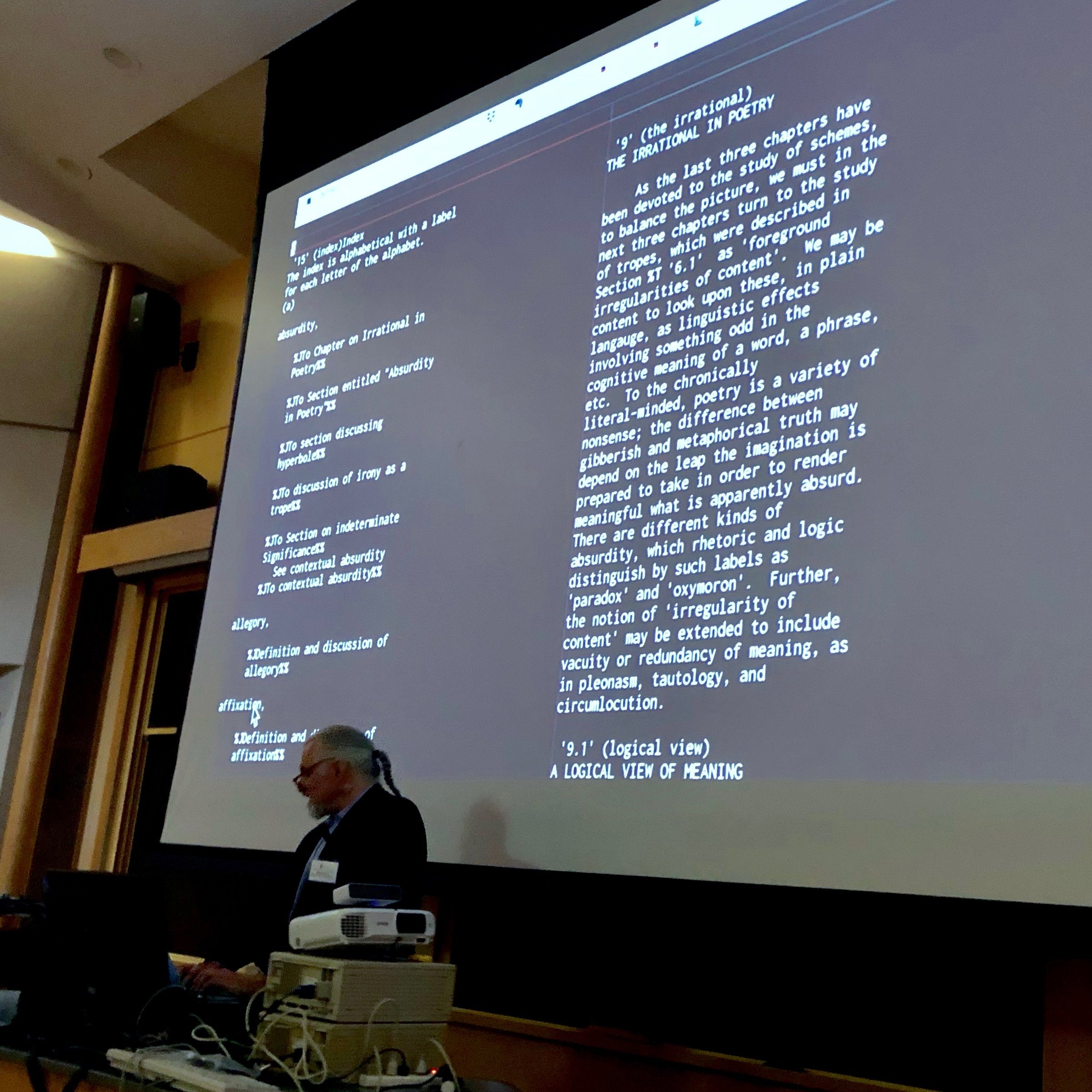
ブラウン大学でFRESSハイパーテキスト編集システムをデモンストレーションするデビッド・ドゥランド（2019年）

ファイル検索および編集システム（ファイルけんさくおよびへんしゅうシステム、英語: File Retrieval and Editing System（FRESS））は、1968年に、るアンドリーズ・ヴァン・ダムとボブ・ウォレスを含む彼の学生によってブラウン大学で開発されたハイパーテキストシステム。これは、すぐに利用できる商用ハードウェアとOSで実行される最初のハイパーテキストシステムであった。また、小さな編集やナビゲーションの間違いをすばやく修正するための「元に戻す（undo）」機能を備えた最初のコンピューターベースのシステムでもある。

## 特徴
FRESSは、前年に開発されたヴァンダムの以前のハイパーテキストシステムであるHESで行われた作業の続きであった。FRESSは、VM/CMSを実行しているIBM360シリーズのメインフレームで実行された。ダグラス・エンゲルバートのNLSに触発されて、HESの機能をさまざまな方法で改善した。FRESSは、デバイスに依存しないようにするために、最初のバーチャル・ターミナルインターフェイスの1つを実装した。ダムタイプライターからImlac PDS-1グラフィカルミニコンピューターまで、さまざまな端末で実行できる。PDS-1では、マルチウィンドウのWYSIWYG編集とグラフィックス表示をサポートしていた。PDS-1は、マウスではなくライトペンを使用し、ライトペンはフットペダルを使用して「クリック」していた。
FRESSを使用すると、複数のユーザーが任意のサイズのドキュメントのセットとして共同作業を行うことができ、（以前のシステムとは異なる）表示されるまで一列に並べられなかった。FRESSユーザーは、テキストドキュメント内の任意の場所にマーカーを挿入し、マークされた選択範囲を同じドキュメントまたは別のドキュメント内の他のポイントにリンクできます。これは、今日のWorld Wide Webによく似ているが、HTMLに必要なアンカーハイパーリンクは必要ない。今日のウェブとは異なり、リンクも双方向であった。
FRESSには、「タグ」と「ジャンプ」の2種類のリンクがあった。「タグ」は、参照や脚注などの情報へのリンク、「ジャンプ」は、ユーザーを多くの別個の関連ドキュメントに誘導できるリンクであった。FRESSには、ナビゲーションを支援するためにリンクまたはテキストブロックにキーワードを割り当てる機能もあった。キーワードを使用して、表示または印刷するセクション、ユーザーが使用できるリンクなどを選択。自動目次やキーワードのインデックス、ドキュメント構造など、複数の「スペース」も自動的に維持された。ユーザーは、テキストと相互参照リンクの「構造空間」の視覚化を表示し、構造空間を直接再配置して、一致するようにリンクを自動的に更新できる。
FRESSは、基本的にテキストベースのシステムであり、PDS-1ターミナルにアクセスできない限り、リンクの編集はかなり複雑な作業であった。PDS-1ターミナルにアクセスできる場合は、ライトペンで両端を選択し、数回のキーストロークでリンクを作成する。FRESSは、ユーザーがドキュメントのコレクション内のどこにいるかを知る方法を提供していません。

## ドキュメンタリー映画
- アンドリーズ・ヴァン・ダム ：ハイパーテキスト：ブラウン大学での英語とコンピューターサイエンスの教育実験。ブラウン大学、プロビデンス、ロードアイランド、米国1974、実行時間15：16、Hypertext - IMDb（英語）、インターネットアーカイブの全ムービー